# Yesi Tejeda
Yesi Tejeda (* 18. September 2003) ist eine dominikanische Leichtathletin, die im Siebenkampf sowie im Speerwurf an den Start geht.

## Sportliche Laufbahn
Erste internationale Erfahrungen sammelte Yesi Tejeda im Jahr 2022, als sie bei den Juegos Bolivarianos in Valledupar mit 4832 Punkten die Bronzemedaille hinter der Kolumbianerin Martha Araújo und Ana Camila Pirelli aus Paraguay gewann. Im Jahr darauf belegte sie bei den Zentralamerika- und Karibikspielen in San Salvador mit 5372 Punkten den fünften Platz im Siebenkampf und gelangte im Speerwurf mit 49,01 m auf den siebten Platz.
2023 wurde Tejeda dominikanischer Meister im Speerwurf.

## Persönliche Bestleistungen
- Speerwurf: 49,98 m, 17. Juni 2022 in Santo Domingo
- Siebenkampf: 5372 Punkte, 6. Juli 2023 in San Salvador